# 貝克線測試
貝克線測試 (英語：Becke line test）是光性礦物學中的一項技術，幫助確定兩種材料的相對折射率。 這是通過降低岩石顯微鏡的載物台（增加焦距）並觀察材料邊緣光線移動的方向。該方向始終朝著折射率較高的材料移動。這方法由Friedrich Johann Karl Becke (1855–1931) 開發。